# Casa Tomàs Roger
La Casa Tomàs Roger és un edifici situat al carrer d'Ausiàs Marc, 37-39 de la Dreta de l'Eixample de Barcelona, catalogat com a bé cultural d'interès local.

## Història
En aquesta illa, entre els carrers de Casp i d'Ausiàs Marc, hi havia una fàbrica de vapor de la societat Josep Claramunt i Cia, que posteriorment passà a mans de Claudi Aranyó i Aranyó. El 1892, la seva vídua Carolina Aranyó i Matallana i els seus fills vengueren una part del solar a Tomàs Roger i Larrosa, que tot seguit va encarregar-ne el projecte a l'arquitecte Enric Sagnier i Villavecchia, que el va realitzar entre aquest any i 1895.
Primerament es va construir la del núm. 37, adossada a la casa Antoni Roger i després la del 39. Originàriament, els dos edificis disposarien d'un coronament al tram central molt similar a la de la casa veïna, actualment desaparegut.

## Arquitectura
Es tracta de dues finques amb una façana unitària, però amb diferències estructurals pel que fa a l'organització dels interiors. Consten de planta baixa i quatre pisos, amb una façana de tres trams, on la part central té un major protagonisme compositiu. A la planta baixa, la finca del núm. 37 presenta dues grans portalades a l'eix central de la façana que donen pas a un vestíbul doble de grans dimensions; aquest es troba dividit per un tancament de fàbrica (a manera de basament) i de ferro forjat, que separa la part noble de la finca de l'escala de veïns. El núm. 39 (amb una façana més estreta) en canvi, té una única porta que dona accés a un vestíbul molt més petit i senzill però que disposa igualment d'escala noble i escala de veïns.
La planta baixa queda perfectament diferenciada de la resta de la façana gràcies a la balconada correguda que es desenvolupa al pis principal. Aquesta balconada presenta dos tipus d'acabament i d'obertures; per una part, el tram central presenta un balcó ampitat amb balustrada de pedra al que s'obren dues finestres geminades amb llinda de mig punt esculpida (al núm. 39, només hi ha una finestra). Tot flanquejant aquest tram central, es disposen sengles parelles d'obertures que donen a un balcó en voladís amb barana de pedra, que es recolza sobre d'unes mènsules. Aquestes finestres es troben separades per una gran columna, amb fust estriat i capitell corinti, que emmarca tres nivells de l'alçat (principal, planta primera i segona). En aquesta columna imposten dos grans arcs de mig punt que delimiten les obertures a nivell del segon pis i a sobre dels quals es desenvolupa el tercer i darrer pis, amb tres finestres obertes a un balcó corregut en voladís i amb barana de ferro.
Pel que fa al cos central de la façana, presenta un tractament compositiu i decoratiu diferent. El pis principal i el primer es troben clarament diferenciats dels dos nivells superiors a través de la balconada del segon pis, que amb un voladís de pedra sobre mènsules esculpides i barana de ferro decorada, crea visualment una discontinuïtat en la verticalitat d'aquest cos. La planta principal presenta -com ja dèiem- dos parelles de finestres geminades amb una columna d'ordre dòric que repeteix en menor escala la solució dels cossos laterals. El primer pis, disposa també de dues finestres geminades, en aquest cas amb llinda recta que es recolza a sobre d'una columna dòrica. El segon pis, obert al balcó corregut ja esmentat, presenta unes finestres de llinda llisa, molt senzilles que es repeteixen al pis superior. Aquest darrer nivell, a diferencia dels desenvolupats als cossos laterals -que es rematen amb una cornisa en voladís sobre mènsules- queda envoltat per un gran arc que crea l'efecte òptic de donar a aquest tram central més alçada quan en realitat tota la finca presenta la mateixa.
La façana presenta diversos acabaments; així, els cossos laterals es troben decorats amb un revestiment d'esgrafiat amb motius vegetals de tonalitat clara a sobre d'un fons vermellós. Pel contrari el tram central presenta un revestiment llis de color marró que contrasta amb la tonalitat clara de la pedra vista dels muntants, finestres, columnes i voladissos.
L'edifici núm. 37 té un doble vestíbul, dividit en dos espais clarament diferenciats però comunicats entre si a través d'una porta. En el de la dreta, es desenvolupa l'escalinata noble de marbre, de tres trams, que condueix directament a la planta principal i a sota de la qual es disposa la porteria de la finca. A la banda esquerra es localitza l'ascensor, al voltant del qual es desenvolupa l'escala de veïns, molt més petita i senzilla que l'anterior.
Destaca de l'organització espacial d'aquest vestíbul, el primer tram, cobert amb un sostre de cassetons que es recolza sobre columnes corínties que flaquegen l'accés al pati interior on es localitza l'escala noble. Al pati central o celobert s'obren a nivell del pis principal les finestres de l'habitatge noble d'aquest pis, amb vitralls policroms i vidre tallat. Es conserven encara les llums originals entre les que hem de destacar dos especialment; una localitzada al primer tram de l'escala noble, realitzada en ferro amb tres tulipes i que representa la figura d'un drac amb les ales esteses i l'altra, al costat de la porta d'entrada al pis noble, també en ferro, però de línies més senzilles i una única tulipa. Els murs es troben revestits amb un contraplacat de pedra artificial que imita carreus regulars i que es desenvolupa a sobre d'un sòcol de marbre. Aquest acabament tan senzill contrasta amb el treball del cassetonat i la decoració escultòrica -d'inspiració vegetal- del tram inferior del fust de les grans columnes i que contribueix a mantenir l'aire classicista del projecte.
L'accés a la finca núm. 39 es realitza per una única porta, que dona a un vestíbul allargat, al fons del qual es disposa una columna central d'ordre corinti que sosté un entaulament llis i que permet la bifurcació de l'espai i dels recorreguts cap a dos punts diferents. D'una banda cap a l'escala noble de marbre que condueix a la planta noble i d'altra (a la banda dreta) cap a l'escala de veïns.
Del conjunt, cal esmentar-ne també la galeria de la façana posterior, molt més senzilla però ben composta.